# Havrania skala (Słowacki Raj)
Havrania skala (1156 m) – jeden z najwyższych szczytów Słowackiego Raju na Słowacji. Wznosi się w jego południowej części, w miejscowości Stratená. 
Havrania skala jest porośnięta lasem bukowym, ale sam szczyt jest skalisty i rozciąga się z niego szeroka panorama widokowa na południe. Na południe i południowy wschód skalne, zbudowane z wapiennych skał zbocza stromo opadają do doliny potoku Veľký Zajf. W zboczach Havraniej skaly znajduje się znaczna liczba niewielkich jaskiń. Niektóre z nich są dostępne ze szlaków turystycznych.
Na płaskowyżu duża polana, dawniej wypasana i koszona jako łąka.
Przy zielonym szlaku ze Stratenej na Hawranią Skałę w Suchej dolinie znajduje się ciekawe zjawisko przyrody – Občasný prameň (źródło okresowe).
Na Havranią skalę można dotrzeć kilkoma szlakami turystycznymi:
- z Dedinek przez Stratenskú pílu,
- ze Stratenej bezpośrednio z miejscowości lub przez Stratenskú pílu,
- ze Stratenského kaňonu,
- czy też z Geráv.